# Myxilla bivalvia
Myxilla bivalvia är en svampdjursart som beskrevs av Tanita 1967. Myxilla bivalvia ingår i släktet Myxilla och familjen Myxillidae. Inga underarter finns listade i Catalogue of Life.